# Kabinett Tardieu I

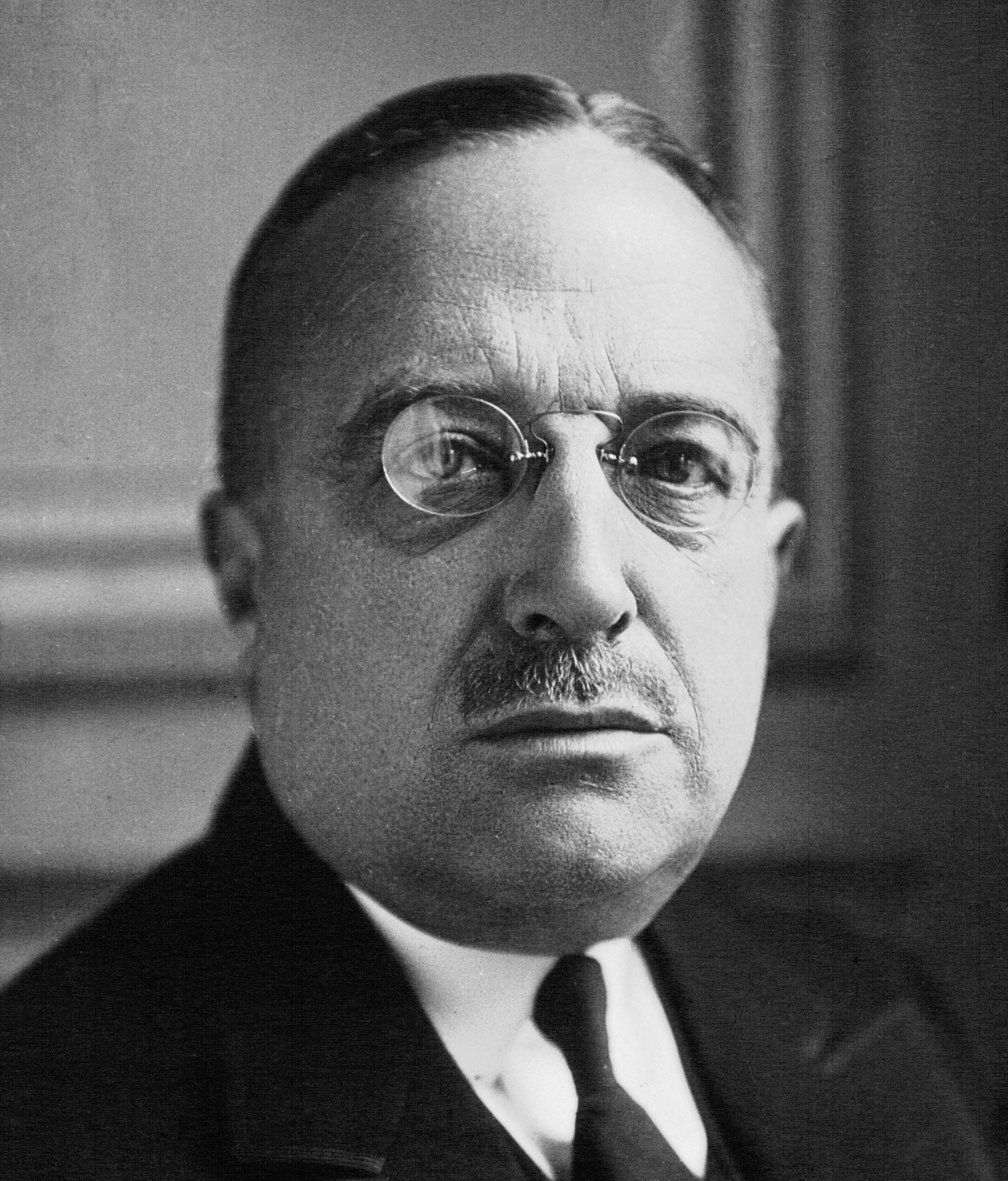
André Tardieu war von 1929 bis 1930, 1930 sowie 1932 Premierminister.

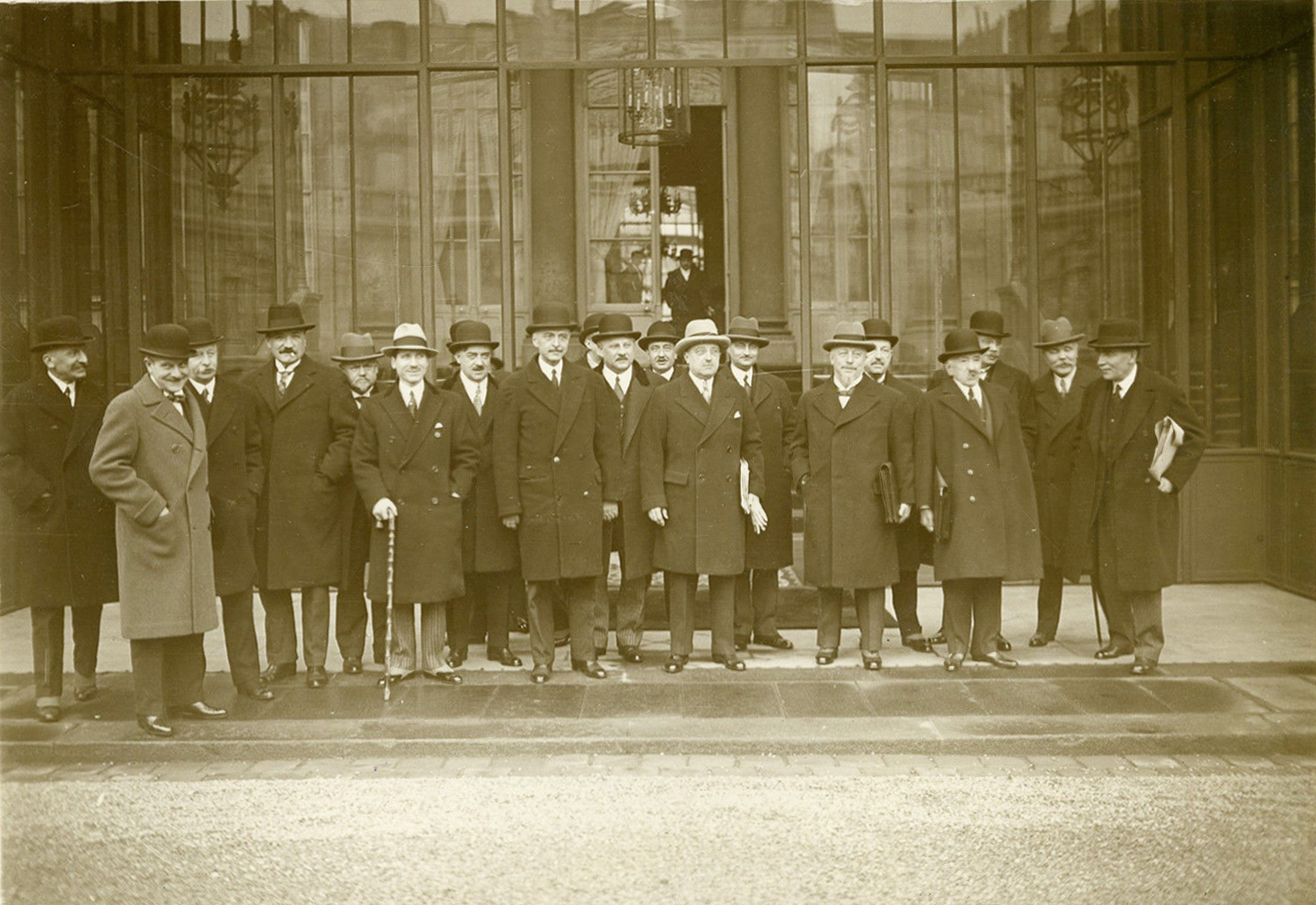
Kabinett André Tardieu – 14. Januar 1930

Das erste Kabinett Tardieu war eine Regierung der Dritten Französischen Republik. Es wurde am 2. November 1929 von Premierminister (Président du Conseil) André Tardieu gebildet und löste das Kabinett Briand XI ab. Es blieb bis zum 21. Februar 1930 im Amt und wurde daraufhin vom Kabinett Chautemps I abgelöst.
Dem Kabinett gehörten Minister der Parti républicain-socialiste (PRS), Alliance démocratique (AD), Abweichler der Parti républicain, radical et radical-socialiste (PRRRS), Radicaux indépendants (RI), Fédération républicaine (FR), Parti Démocrate Populaire (PDP) und Action populaire nationale d’Alsace (APNA) an.

## Kabinett
Dem Kabinett gehörten folgende Minister an:
| Amt                                                                              | Name                   | Partei | Beginn der Amtszeit | Ende der Amtszeit |
| -------------------------------------------------------------------------------- | ---------------------- | ------ | ------------------- | ----------------- |
| Premierminister                                                                  | André Tardieu          | AD     | 2. November 1929    | 21. Februar 1930  |
| Außenminister                                                                    | Aristide Briand        | PRS    | 2. November 1929    | 21. Februar 1930  |
| Innenminister                                                                    | André Tardieu          | AD     | 2. November 1929    | 21. Februar 1930  |
| Justizminister                                                                   | Lucien Hubert          | PRRRS  | 2. November 1929    | 21. Februar 1930  |
| Finanzminister                                                                   | Henry Chéron           | AD     | 2. November 1929    | 21. Februar 1930  |
| Kriegsminister                                                                   | André Maginot          | AD     | 2. November 1929    | 21. Februar 1930  |
| Marineminister                                                                   | Georges Leygues        | AD     | 2. November 1929    | 21. Februar 1930  |
| Luftfahrtminister                                                                | Laurent Eynac          | RI     | 2. November 1929    | 21. Februar 1930  |
| Minister für öffentlichen Unterricht und schöne Künste                           | Pierre Marraud         | PRRRS  | 2. November 1929    | 21. Februar 1930  |
| Minister für öffentliche Arbeiten                                                | Georges Pernot         | FR     | 2. November 1929    | 21. Februar 1930  |
| Minister für Arbeit, Hygiene, Wohlfahrtsarbeit und Sozialversicherungsleistungen | Louis Loucheur         | RI     | 2. November 1929    | 21. Februar 1930  |
| Minister für Handel und Industrie                                                | Pierre-Étienne Flandin | AD     | 2. November 1929    | 21. Februar 1930  |
| Minister für die Handelsmarine                                                   | Louis Rollin           | AD     | 2. November 1929    | 21. Februar 1930  |
| Kolonialminister                                                                 | François Piétri        | AD     | 2. November 1929    | 21. Februar 1930  |
| Landwirtschaftsminister                                                          | Jean Hennessy          | PRS    | 2. November 1929    | 21. Februar 1930  |
| Pensionsminister                                                                 | Claudius Gallet        | PRRRS  | 2. November 1929    | 21. Februar 1930  |
| Minister für Post, Telegrafie und Telefonie                                      | Louis Germain-Martin   | RI     | 2. November 1929    | 21. Februar 1930  |

### Unterstaatssekretäre
Dem Kabinett gehörten folgende Sous-secrétaires d’État an:
- Premierminister: Marcel Héraud[7] (AD)
- Innenministerium: René Manaut[8] (RI)
- Finanzministerium: Auguste Champetier de Ribes (PDP)
- Marineministerium: Maurice Deligne[9] (RI)
- Ministerium für öffentliche Arbeiten: André Mallarmé[10] (RI)
- Ministerium für Unterricht und Kunst; hier technische Ausbildung: Léon Baréty[11] (AD)
- Ministerium für Unterricht und Kunst, hier Sportunterricht: Henry Paté[12] (RI)
- Ministerium für Unterricht und Kunst; hier schöne Künste: André François-Poncet (AD)
- Ministerium für Landwirtschaft: Robert Sérot[13] (FR)
- Kolonialministerium: Alcide Delmont[14] (divers gauche)
- Minister für Arbeit, Hygiene, Wohlfahrtsarbeit und Sozialversicherungsleistungen: Alfred Oberkirch[15] (APNA)

## Historische Einordnung

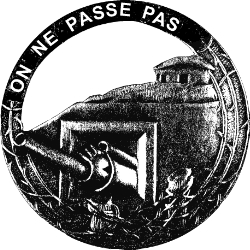
Abzeichen der Festungstruppen der Maginot-Linie

Die Regierung Tardieu begann mit dem Bau der Maginot-Linie. Die Zweite Haager Konferenz über Reparationen führte im Januar 1930 zur endgültigen Annahme des Young-Plans.
Am 3. Februar gründete Hồ Chí Minh in Französisch-Indochina die Kommunistische Partei Indochinas. Sie wurde durch die Niederschlagung der Landaufstände zunächst zerschlagen.